# Xuân Ngọc
Xuân Ngọc là một xã thuộc trung tâm của huyện Xuân Trường tỉnh Nam Định.

## Kinh tế
Tình hình kinh tế của xã phát triển rất mạnh trong vòng mấy năm trở lại đây. Nghề chủ yếu vẫn là nông nghiệp nhưng bên cạnh đó có các ngành nghề khác:hàng thêu thủ công xuất khẩu sang nước ngoài. Và những công ty mới đầu tư vào khu vực xã đã giải quyết vấn đề việc làm cho thanh niên trong và ngoài xã.

## Địa danh nổi tiếng
- Nhà thờ Bùi Chu
- Nhà thờ Liên Thủy, cổ kính với liên đại hơn 100 năm.
- Cô nhi viện Thánh An, nơi nhận nuôi dưỡng trẻ em tàn tật, bị bỏ rơi vá những người già neo đơn...từ khắp mọi nơi.

Nhà thờ giáo họ Phú An thuộc xứ Trung Linh, nhà thờ Phú An khánh thành ngày 21 tháng 11 năm 2007, Nhà thờ có kiến trúc độc đáo, phong trào đoàn hội ở đây rất mạnh đặc biệt là giới trẻ.